# Elachiptera flavida
Elachiptera flavida är en tvåvingeart som beskrevs av Samuel Wendell Williston  1896. Elachiptera flavida ingår i släktet Elachiptera och familjen fritflugor. Inga underarter finns listade i Catalogue of Life.